# Ionoscopus
 (avril 2019).
Genre
Ionoscopus est un genre éteint de poissons à nageoires rayonnées. Il a vécu entre le Jurassique supérieur et le Crétacé inférieur (circa 155 - 105 millions d'années).

## Galerie photographique

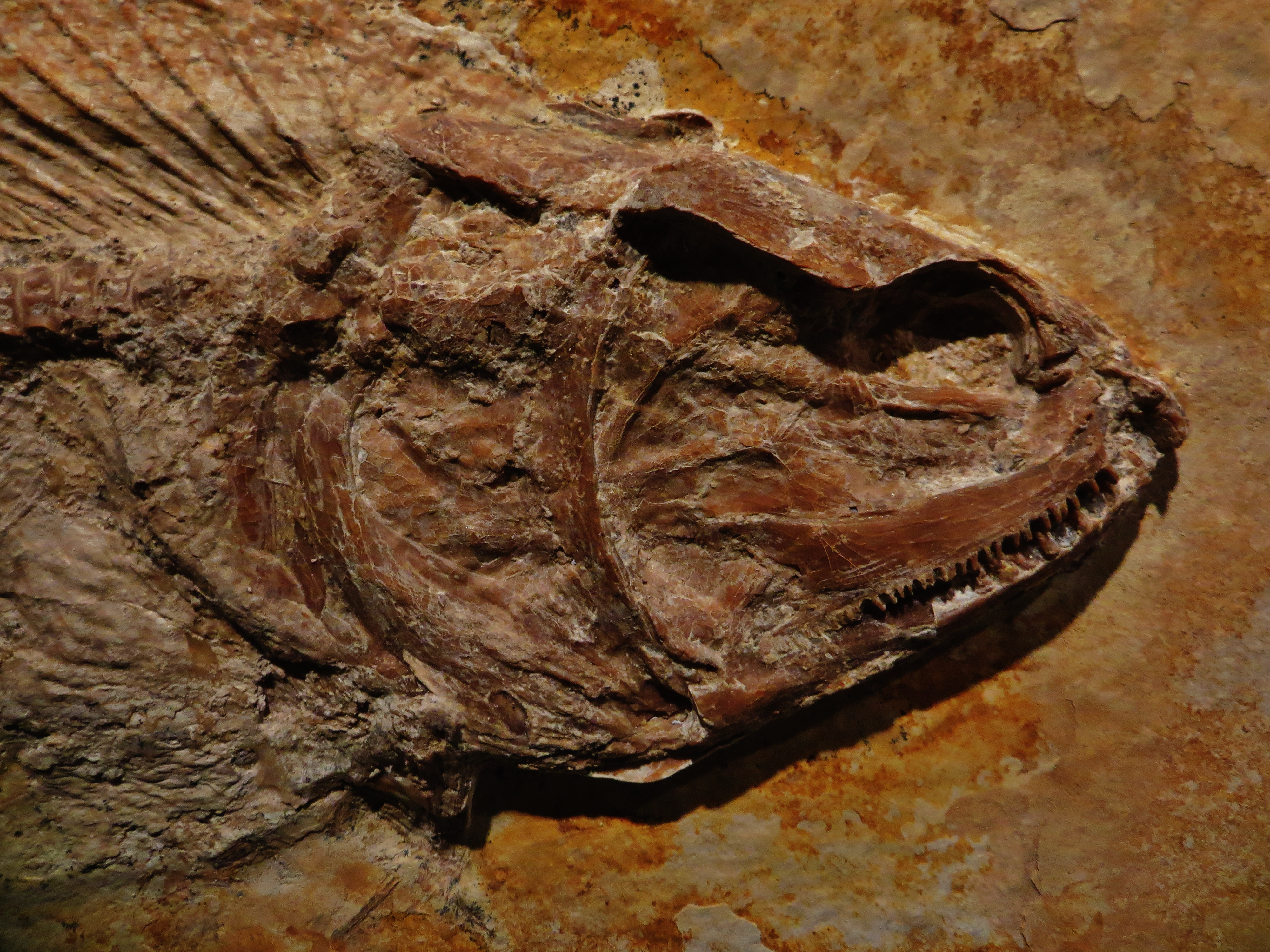
Détail du crâne d’Ionoscopus cyprinoides